# Matthew Lyle Spencer
Matthew Lyle Spencer (Batesville, 1881. június 7. – Clearwater, 1969. február 10.) újságíró; a Washingtoni Egyetem 19. rektora, valamint a Syracuse-i Egyetem újságírói tanszékének dékánja.
A Syracuse-i Egyetem vendégprofesszori címét róla nevezték el.

## Élete
Spencer a Mississippi állambeli Batesville közelében született; ő Flournoy Poindexter Spencer metodista tisztviselő és Alice Eleanor Manes hat gyermeke közül a legkisebb. Diplomáit 1903-ban és 1904-ben szerezte a Kentuckyi Wesleyan Egyetemen, mellette pedig az intézmény angol tanszékének óraadója volt. 1905-ben az Északnyugati Egyetemen újabb mesterdiplomát, a Chicagói Egyetemen 1910-ben pedig doktori fokozatot szerzett. Egy ideig a Dél-Karolina állambeli Wofford Főiskolán és az Alabamai Női Főiskolán (ma Montevallói Egyetem) is oktatott.

## Pályafutása

### Washingtoni Egyetem
1911-től a wisconsini Lawrence Főiskola (ma Lawrence Egyetem) angoltanára, mellette pedig a Milwaukee Journal munkatársa. 1917-től az újság főszerkesztői pozícióját töltötte be.
Az első világháborúban a katonai hírszerzésnél szolgált; 1929-ben alezredesi rangot kapott.
1919 szeptemberétől a Washingtoni Egyetem újságírói iskolájának igazgatója, 1926-tól pedig dékánja. 1927-ben kinevezték az egyetem rektorának, mivel a politikai légkör miatt Henry Suzzallót lemondásra kényszerítették.
Rektori pályafutása alatt a követelmények szigorításán és a szerinte felesleges kurzusok megszüntetésén dolgozott; szerinte az oktatás középpontjában a művészeti és műszaki képzéseknek kell állniuk. A tervezet ellenzőinek száma gyorsan növekedett: a Seattle-i Középiskolai Tanárok Ligája szerint az átalakítás az átlagos képességekkel rendelkezőket kizárja az intézményből.
Az 1930-as évek elején az egyetem élén szervezeti átalakításra került sor, melynek következtében Spencer lemondott; megbízatása 1933. június 30-án szűnt meg.

### Syracuse-i Egyetem
1933-tól egy éven át a Chicagói Egyetemen oktatott, majd 1934-ben létrehozta a Syracuse-i Egyetem újságírói tanszékét, amelynek első dékánja lett. Regnálása alatt számos szakkönyvet írt.
1936-ban és 1945-ben a Kairói Amerikai Egyetemen volt óraadó, ahol megalapította az újságírói iskolát. A második világháborúban létrehozta a Syracuse-i Egyetem Hadszolgálati Főiskoláját, ahol a besorozottak számára emelt szintű matematikát, nyelveket és tudományos ismereteket oktattak. Spencer a Syracuse University Press igazgatótanácsának alapító tagja.
1951-es nyugdíjba vonulását megelőzően a tokiói Keleti Kultúrák Nyári Egyetemén is oktatott, emellett a Columbia Egyetem Tudományos Sajtószövetsége és a Syracuse-i Egyetem is kitüntette. Az Északnyugati Egyetem, a Puget Sound-i Főiskola, a Kentuckyi Wesleyan Egyetem és a Syracuse-i Egyetem tiszteletbeli fokozattal tüntette ki.

## Családja
A Wofford Főiskolán eltöltött idő alatt feleségül vette Lois Hillt; egy fiuk (Lyle M. Spencer) született, aki az IBM igazgatója is volt. 1923-ban újranősült; neki és Helen McNaughtonnak három gyermeke (Orton, Judson és Helen) született.
Spencer 87 évesen hunyt el a Florida állambeli Clearwaterben. Sírhelye Wisconsinban található.

## Fordítás
- Ez a szócikk részben vagy egészben  a   Matthew Lyle Spencer című angol Wikipédia-szócikk ezen változatának fordításán alapul.  Az eredeti cikk szerkesztőit annak laptörténete sorolja fel. Ez a jelzés csupán a megfogalmazás eredetét és a szerzői jogokat jelzi, nem szolgál a cikkben szereplő információk forrásmegjelöléseként.